# Campylocentrum asplundii
Campylocentrum asplundii  é uma espécie de orquídea, família Orchidaceae, que existe no Equador. Trata-se de planta epífita, monopodial, com caule alongado, cujas inflorescências brotam do nódulo do caule oposto à base da folha. As flores são brancas, têm sépalas e pétalas livres, e nectário na parte de trás do labelo. Pertence à secção de espécies de Campylocentrum com folhas planas.

## Publicação e histórico
- Campylocentrum asplundii Dodson, Orquideologia 19: 79 (1993).

Conforme informações fornecidas pelo tipo desta espécie, Dodson descreveu-a em 1993, a partir de espécime coletado a mil e cem metros de altitude na Província Napo-Pastaza, Mera, no Equador. Trata-se de planta cuja morfologia vegetativa lembra o Campylocentrum crassirhizum. Sobre as flores não foi possível obter informações.